# Scolaricia typica
Scolaricia typica är en ringmaskart som beskrevs av Eisig 1914. Scolaricia typica ingår i släktet Scolaricia och familjen Orbiniidae. Inga underarter finns listade i Catalogue of Life.